# Herbicide

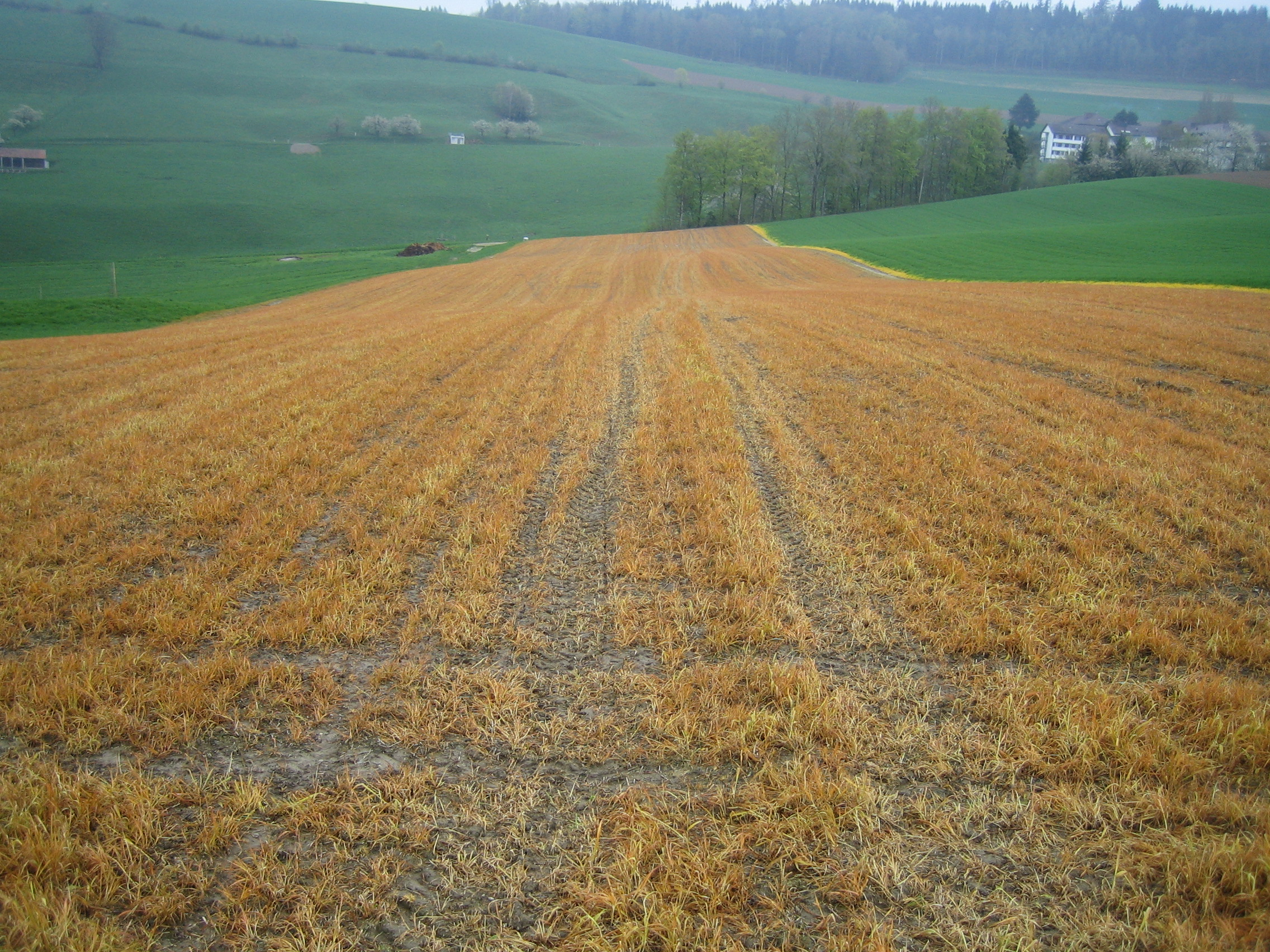
Désherbage total avant semis direct sans labour (Canton de Berne, Suisse).

Un herbicide est une substance active ou une préparation phytosanitaire ayant la propriété de tuer les végétaux. Le terme « désherbant » est synonyme d'herbicide.
Les herbicides appartiennent à la famille des pesticides, elle-même incluse dans la famille des biocides.
Les herbicides sont employés en défense des cultures, dans les golfs, en sylviculture, pour lutter contre les mauvaises herbes qui concurrencent les plantes cultivées, qu'il s'agisse de plantes herbacées ou ligneuses. La pratique agricole associée est le désherbage chimique.
Selon leur mode d'action, on peut les utiliser en pré- ou en post-levée.
On distingue :
- les désherbants sélectifs (les plus nombreux) ;
- les débroussaillants et produits de dessouchage chimique ;
- les désherbants totaux (les plus utilisés) ;
- les défanants qui détruisent la partie aérienne des végétaux. Ils sont par exemple utilisés pour la récolte mécanique de la pomme de terre ou de la betterave ;
- les anti-germes, qui empêchent le démarrage de la végétation de bulbes ou tubercules destinés à l'alimentation (oignons, pommes de terre par exemple) ;
- les silvicides visent plus spécifiquement les espèces forestières ou le processus de régénération naturelle.

« Phytocide » est un terme générique qui regroupe l'ensemble de ces produits.

## Histoire
Avant l'utilisation généralisée des herbicides chimiques, on avait recours à des méthodes de lutte culturale, par exemple en modifiant le pH du sol, la salinité, ou les niveaux de fécondité, pour lutter contre les mauvaises herbes. La lutte mécanique (qui comprend le travail du sol) a également été utilisée dans ce but et l'est encore.

### Premiers herbicides
L'usage des herbicides chimiques a commencé dans les années 1880, uniquement avec des composés inorganiques (minéraux). En 1896, Louis Bonnet réussit en France le désherbage du blé contre la moutarde des champs à l'aide d'une solution de 6 % de sulfate de cuivre. Par la suite, d'autres sels sont utilisés ainsi que l'acide sulfurique dilué. Celui-ci est largement employé en France entre les deux guerres mondiales sous l'impulsion de l'agronome Edmond Rabaté. On l'utilise sur les cultures de céréales malgré ses inconvénients liés à sa forte corrosivité et au fait qu'il n'élimine pas certaines mauvaises herbes (notamment les graminées). Il n'est définitivement supplanté par les herbicides de synthèse que dans les années 1960,.
Les premiers herbicides organiques apparaissent avant la Seconde Guerre mondiale, c'est le cas du 4,6-dinitro-ortho-crésol (DNOC) breveté en France en 1932 par Pastac et Truffaut ou du pentachlorophénol (PCP) introduit aux États-Unis en 1936 comme agent de préservation du bois et employé dès 1940 comme désherbant des céréales,.

### Herbicides de synthèse

L'acide 2,4-dichlorophénoxyacétique, premier herbicide de synthèse, fut découvert pendant la Seconde Guerre mondiale.

Bien que la recherche sur les herbicides chimiques a commencé à la fin du XIXe siècle, la première percée majeure a été le résultat de recherches menées au Royaume-Uni et aux États-Unis au cours de la Seconde Guerre mondiale sur l'utilisation potentielle d'armes biologiques.
Le premier herbicide moderne, l'acide 2,4-dichlorophénoxyacétique, a été découvert et synthétisé chez Imperial Chemical Industries par W. G. Templeman. En 1940, ce dernier a montré que « des substances de croissance appliquées de manière appropriée tuaient certaines mauvaises herbes à feuilles larges dans les céréales sans nuire aux cultures ». En 1941, son équipe a réussi à synthétiser la molécule. La même année, Pokorny obtint le même résultat aux États-Unis.
Indépendamment, une équipe dirigée par Juda Hirsch Quastel (en) a fait la même découverte à la station expérimentale de Rothamsted. Quastel a été chargé par l'Agricultural Research Council (en) (ARC) de découvrir des méthodes pour améliorer le rendement des cultures. En analysant le sol comme un système dynamique, plutôt que comme une substance inerte, il a été en mesure d'appliquer des techniques telles que la perfusion. Quastel a pu ainsi quantifier l'influence de diverses hormones végétales, d'inhibiteurs et d'autres produits chimiques sur l'activité des micro-organismes du sol et évaluer leur impact direct sur la croissance des plantes. Le travail de cette unité est resté totalement secret, mais après la guerre, certaines découvertes, dont celle du 2,4-D ont été développées pour un usage commercial.
Quand le 2,4-D a été commercialisé en 1946, il a déclenché une révolution dans le monde agricole et est devenu le premier herbicide sélectif efficace. Il a permis d'améliorer le désherbage du blé, du maïs, du riz et d'autres cultures de céréales, car il élimine sélectivement les dicotylédones, mais n'affecte pas la plupart des monocotylédones (graminées). Le faible coût du 2,4-D a facilité son utilisation jusqu'à nos jours et il reste l'un des herbicides les plus couramment utilisés dans le monde. Comme c'est le cas pour d'autres herbicides de type acide, les formulations actuelles utilisent soit un sel d'amine (souvent des triméthylamines) ou l'un des nombreux esters du composé parent. Ces dérivés sont plus faciles à manipuler que l'acide.

### Découvertes ultérieures
La famille des triazines, qui comprend l'atrazine, a été introduite dans les années 1950 ; c'est la famille d'herbicides la plus préoccupante au sujet de la contamination des eaux souterraines. L'atrazine ne se décompose pas facilement (en quelques semaines) après avoir été appliquée à des sols au pH légèrement basique. Dans des conditions de sol alcalin, l'atrazine peut être transférée dans le profil du sol jusqu'à la nappe phréatique par l'eau s'infiltrant après les pluies, provoquant la contamination mentionnée plus haut.
Le glyphosate (Roundup) a été mis sur le marché en 1974 pour le désherbage non sélectif. Grâce à la création de variétés de plantes cultivées résistantes au glyphosate, il est maintenant utilisé très largement pour le désherbage des cultures. L'association de l'herbicide avec la semence résistante a contribué à la consolidation du secteur des semences avec l'industrie de la chimie à la fin des années 1990.
De nombreux herbicides chimiques modernes utilisés dans l'agriculture et le jardinage sont spécifiquement formulés pour se décomposer rapidement après application. Cela permet d'implanter des cultures après l'application, sans que celles-ci soient affectées par l'herbicide.
Cependant, les herbicides à faible activité résiduelle (c'est-à-dire qui se décomposent rapidement) ne permettent pas de maîtriser les mauvaises herbes pendant toute la saison de culture et ne garantissent pas que les racines des mauvaises herbes soient tuées sous les revêtements de surface (au risque que ces plantes réapparaissent ultérieurement de façon destructrice), ce qui laisse la place à des désherbants ayant un niveau élevé de persistance dans le sol.

## Types d'herbicides
Le groupe de travail « Terminologie » de la Commission des essais biologiques (CEB) de l'Association française de protection des plantes, recommande d'employer les définitions suivantes pour les différents types d'herbicides :
- selon la pénétration de l'herbicide :
  - herbicide foliaire : herbicide pulvérisé sur les feuilles et absorbé par celles-ci,
  - herbicide racinaire : herbicide appliqué sur le sol et absorbé par les racines. La pénétration s'effectue par les organes souterrains, entre la germination de l'adventice et sa levée.

- selon la migration de l'herbicide :
  - herbicide de contact : l'herbicide détruit les surfaces de la plante avec lesquels il entre en contact, il n'est pas véhiculé par la sève,
  - herbicide systémique : herbicide de pré-levée ou de post-levée qui migre dans la plante par le bois ou le liber, depuis les points de pénétration (racine ou feuille) jusqu'au site d'action. Cette locution est souvent utilisée dans un sens plus restrictif pour désigner les herbicides de postlevée véhiculés dans la plante par la sève.

- selon sa sélectivité :
  - herbicide sélectif : herbicide que peut tolérer une espèce cultivée dans des conditions d'emploi définies. Si ces conditions d'emploi ne sont pas respectées, il peut devenir non sélectif. Un herbicide sélectif n'est généralement efficace que sur certaines adventices,
  - herbicide total : herbicide efficace sur l'ensemble des adventices et aussi des espèces cultivées.

## Modes d'action
Les formulations vendues dans le commerce doivent être homologuées (pour un ou plusieurs usages).
Un produit désherbant contient généralement une ou plusieurs molécules actives (ex : glyphosate pour le Round Up) et des adjuvants (ex : polyoxyéthylène amine ou POEA pour le Roundup ; POEA dont certains considèrent qu'il a une action spécifique sur les végétaux traités) pour stabiliser le mélange ou accélérer ou permettre sa pénétration dans les tissus végétaux pour les tuer (ou en inhiber la croissance dans le cas des inhibiteurs de croissance).
Les modes d'action des herbicides sont fondés sur :
- la perturbation de la photosynthèse ;
- l'inhibition de la synthèse des lipides ;
- l'inhibition de la synthèse des acides aminés ;
- la perturbation de la régulation de l'auxine ;
- l'inhibition de la division cellulaire à la métaphase ;
- l'inhibition de la synthèse des caroténoïdes (pigments protecteurs des chlorophylles) ;
- l'inhibition de la synthèse de l'enzyme PPO (protoporphyrinogène oxydase) conduisant à la synthèse des chlorophylles ;
- la dérégulation des pH entre les différents compartiments cellulaires ou découplants ;
- la perturbation de la croissance.

En France, les pollutions de l'eau causées par les produits phytopharmaceutiques sont (au regard du nombre de molécules et des tonnages de produit) principalement dues aux herbicides de synthèse.

## Principales familles d'herbicides

### Herbicides minéraux
Ils furent surtout utilisés au début du vingtième siècle. Les plus utilisés actuellement sont :
- le cyanure de calcium (Ca(CN)2), il rentre par les racines et pénètre la sève brute pour ensuite s'accumuler dans les feuilles ;
- le sulfate de fer (FeSO4), herbicide de contact utilisé pour lutter contre les mousses et qui accélère de plus l'humification des déchets végétaux ;
- le chlorate de sodium (NaClO3) qui détruit les plantes à fort enracinement. Oxydant puissant, le chlorate de soude pénètre principalement par les racines et est transporté par la sève brute vers les feuilles. Son action n'est pas sélective et peu perdurer jusqu'à six mois dans la terre. Il est détruit par le calcaire, les matières organiques et les corps réducteurs, il peut être aussi lessivé par les eaux d'infiltration. Il est peu toxique pour l'homme mais c'est un comburant (qui peut entrer dans la fabrication d'explosifs). Il peut être employé pour la dévitalisation des souches. Du fait de son danger (risque d'explosion), il est de plus en plus remplacé par des substances organiques.

### Herbicides organiques
Ils constituent la très large majorité des herbicides du marché actuel. Par commodité, on les regroupe suivant leur type de pénétration dans le végétal :

#### Herbicides racinaires
- Dinitroanilines (toluidines)

Apparues en 1960, les dinitroanilines sont très peu solubles dans l'eau, ont une forte volatilité et sont souvent photodégradables : ce sont donc des produits à incorporer dans le sol avant la mise en place de la culture.
Ils agissent en stoppant la croissance des plantules peu après leur germination. Ils sont désignés sous le terme -impropre- d'« antigerminatifs ». Ce sont plus précisément des antimitotiques.
Ils s'utilisent en pré-levée contre les graminées. Leur toxicité est faible et leur persistance varie selon la dose employée (quelques semaines à un an). Leur nom se termine par le suffixe « line ».
Exemples : benfluraline, butraline, fluchloraline, nitraline, oryzalin, pendiméthaline, trifluraline
- Urées substituées (NH2-CO-NH2)

Ce sont exclusivement des herbicides. Leur absorption est essentiellement racinaire. Véhiculés par la sève brute, ils s'accumulent dans les feuilles où ils inhibent la photosynthèse. Ils ont une très faible solubilité dans l'eau et présentent une assez longue persistance d'action dans le sol (2 à 3 mois) mais variable selon les conditions écologiques rencontrées (sol, pluie, température).
Ils ont une bonne action sur les graminées et sur certaines dicotylédones. Ils sont utilisés en pré ou post-levée. Leur toxicité est quasiment nulle. Leur nom se termine par le suffixe « uron ».
Exemples : chlortoluron, chloroxuron, cycluron, diuron, éthidimuron, fénuron, isoproturon, linuron, monolinuron, méthabenzthiazuron, métobromuron, métoxuron, monuron, tebuthiuron, thiazafluron, siduron, néburon…
- Triazines

Ce groupe présente une structure cyclique. Ils agissent par inhibition compétitive au niveau du photosystème II. Les molécules actives prennent la place de la plastoquinone au niveau du site actif la protéine D1 dans les thylakoïdes, ceci inhibant la réduction de la plastoquinone et donc le transport électronique. Il y a alors un surplus d'électrons dans le photosystème II, entraînant un stress oxydant et une diminution de la synthèse des sucres. Ils pénètrent par absorption radiculaire et sont véhiculés par la sève brute. Ils sont appliqués directement sur le sol.
Le maïs est une plante très tolérante à ces composés, en particulier à l'atrazine. Le sorgho est également tolérant mais le blé et le soja y sont sensibles. Leur toxicité est faible et leur sélectivité souvent bonne. Leur solubilité dans l'eau est réduite et sont donc peu entrainés dans le sol. Leur persistance peut ainsi atteindre 6 à 12 mois pour certains.
Exemples : atrazine, cyanazine, méthoprotryne, propazine, terbuthylazine, simazine, simétryne, secbumeton, terbuméton, amétryne, desmétryne, prométryne, terbutryne…

#### Herbicides racinaires et foliaires
- Imidazolinones

Certains produits de cette famille sont des herbicides totaux, d'autres sont sélectifs. Étant absorbés par voies foliaire et racinaire, ils sont indépendants des conditions climatiques. Ils agissent en bloquant l'activité de l'enzyme AHAS (ou ALS) indispensable à la synthèse de 3 acides aminés essentiels : la valine, la leucine et l'isoleucine. Cela empêche la plante de croître et entraîne une sénescence prématurée.
Ce mode d'action explique le peu de toxicité de ces substances à l'égard des animaux et de l'homme, vu que ces derniers ne peuvent synthétiser ces acides aminés, se les procurant à travers les végétaux.
Utilisés sur céréales ou en désherbage total, ils sont très souples à l'emploi. Leur persistance est de plusieurs mois.
Exemples : imazaméthabenz, imazapyr…
- Sulfonylurées

Ils agissent sur la même enzyme que les imidazolinones, l'acétolactate synthase (ALS)
Exemples : amidosulfuron, azimsulfuron, chlorsulfuron, thifensulfuron…
- Diphényls-éthers

Synthétisées à partir de 1964, ces molécules possèdent 2 noyaux benzènes reliés par un oxygène. Ils sont absorbés par les feuilles et les racines. Leur transport dans la plante est très limité, ils ont une action de contact. Ils ont un effet inhibiteur sur la croissance des méristèmes et sont de ce fait généralement utilisés en prélevée ou en post-levée précoce contre les graminées. Ils inhibent également la respiration. Leur solubilité dans l'eau est faible et ils persistent dans les sols de 2 à 4 mois. Leur toxicité vis-à-vis des mammifères est faible. Leur nom se termine généralement par le suffixe « fène ».
Exemples : acifluorfène-sodium, aclonifen, bifénox, bromofénoxime, chlométhoxyfène, diclofop-méthyle, fluorodifène, fomesafen, lactofène, nitrofène, oxyfluorfène.

#### Herbicides foliaires
- Phytohormones de synthèse

Connus en 1942, ils sont absorbés par le feuillage et véhiculés par la sève. Leur causticité est nulle. Il en existe 2 grands groupes :
- le premier est constitué d'auxines synthétiques. Elles entraînent une croissance anormale de la plante (dicotylédones), débouchant sur la mort. Le plus connu est le 2,4-D (acide dichloro 2,4 phénoxyacétique), très utilisé pour le désherbage sélectif des monocotylédones qui y sont peu sensibles, à la différence des dicotylédones. Le 2,4,5-T est utilisé comme débroussaillant.

- les composés dérivant des acides propionique et butyrique. Ils sont absorbés par le feuillage et s'accumulent dans les zones à division cellulaire intense (méristèmes, bourgeons, racines) où ils provoquent une croissance anormale. Leur persistance dans les pailles interdit l'usage de ces dernières en horticulture.

Exemples :
1. 2,4-D, 2,4-MCPA, et ses esters, triclopyr, diclofop-méthyl, 2,4,5-T et ses sels d'amine en particulier,
2. 2,4-DP (dichlorprop), MCPP (mécoprop), 2,3,6-TBA, dicamba, piclorame, clopyralid, flurénol, etc.

- Colorants nitrés (dérivés du phénol, dinitrophénol)

Dérivé du benzène, ce groupe comprend des molécules toxiques pour les animaux (insecticide) et les végétaux. Ils sont de couleur jaune. Ils ont été très utilisés contre une large gamme de dicotylédones au stade plantule, pour la protection des céréales en traitement de post-levée. Ce sont des herbicides de contact à action rapide entraînant des nécroses sur les tissus qui se dessèchent et meurent. Ils agissent sur les membranes cellulaires qu'ils perméabilisent aux ions H+, abaissant fortement le pH des cellules.
Ils ne se déplacent pas dans la plante, seules les parties touchées seront affectées par l'herbicide par l'apparition de brûlures au point d'impact.
Ils sont dangereux pour l'homme et l'environnement de par leur toxicité élevée. Le DNOC, à l'état sec, présente de plus des risques d'explosion. Les colorants nitrés sont actuellement remplacés par des produits plus sélectifs.
Exemples : DNBP (dinosèbe), DNOC (dinitro-Oortho-crésol), dinoterbe, PCP (pentachlorophénol).
- Carbamates

Conçus en 1945 pour la destruction des graminées, ces herbicides se subdivisent en 4 catégories :
1. Les dérivés de l'acide carbamique (NH2-COOH) qui agissent sur la division cellulaire.
2. Les dérivés de l'acide thiocarbamique (NH2-CO-SH) qui inhibent la synthèse des lipides à longue chaîne et des gibbérellines.
3. Les dérivés de l'acide dithiocarbamique (NH2-CS-SH) qui empêchent la germination.
4. Les biscarbamates qui empêchent la photosynthèse.

Ces herbicides ont en commun leur faible toxicité et une volatilité plus ou moins grande. Ils perturbent la division cellulaire (antimitotique) et la physiologie générale de la plante, provoquant le phénomène d'anse en panier, dû aux feuilles ne pouvant pas se déplier.
Ils s'emploient le plus souvent en pré-levée (thiocarbamates) ou post-semis, parfois en post-levée (phénmediphame, barbame). À l'exception des composés allates, qui persistent plusieurs mois dans le sol, leur persistance est quasiment nulle.
Exemples :
1. Asulame, barbane, chlorbufame, chlorprophame, prophame, carbétamide ;
2. Thiocarbamates : butilate, cycloate, diallate, triallate, EPTC, molinate, prosulfocarbe, vernolate, pébulate, thiobencarbe ;
3. Dithiocarbamates : métam sodium, nabame ;
4. Biscarbamates : desmédiphame, phenmédiphame, karbutylate.

- Ammoniums quaternaires (bipyridiles)

Synthétisés dans les années 1950, ils sont formés par l'association de 2 cycles pyridiniques. Ce sont des accepteurs d'électrons photosynthétiques, actifs sur les réactions lumineuses de la photosynthèse, provoquant l'arrêt de l'assimilation de CO2. Ils provoquent également la dégradation des acides gras insaturés, l'ensemble de ces actions débouchant sur la mort.
Ils se caractérisent par leur rapidité d'action et leur absence de sélectivité (désherbant total), à l'exception du difenzoquat. Ils pénètrent dans les organes aériens mais migrent peu. Ce sont avant tout des produits de contact. Ils sont très solubles dans l'eau et n'ont pas d'effet par traitement de sol car ils sont fortement absorbés par les argiles où, de ce fait, ils ne se dégradent que très lentement. Ils sont très toxiques pour l'homme et les animaux, et on n'en connait pas ou peu d'antidote (selon les molécules).
Exemples : diquat, paraquat, difenzoquat.
- Fop/Dime et pinoxaden

Ce sont des herbicides antigraminées qui inhibent l'acétyl-coenzyme A carboxylase (ACCase) dans les chloroplastes. De nombreuses résistances sont apparues, certaines résultent de modifications de l'enzyme chez la plante, d'autres en revanche proviennent d'autres mécanismes (résistance non liée à la cible).
Exemples : alloxydime-sodium, clodinafop-propargyl.
- Glyphosate

C'est un désherbant total, c’est-à-dire un herbicide non sélectif. Le mécanisme d'action de ce pesticide est systémique. Il agit en bloquant l'enzyme 5-énolpyruvylshikimate-3-phosphate synthase (EPSPS). C'est un produit irritant et toxique, surtout connu sous la marque Roundup.

## Controverses

### Utilisation militaire des herbicides
La guerre du Viêt Nam a révélé les effets néfastes sur les populations vietnamiennes de « l'agent orange », défoliant formé d'un mélange de 2,4-D et de 2,4,5 T, utilisé au cours de ce conflit par l'armée américaine.
Le 2,4,5-T a montré sa longue rémanence et la haute toxicité d'une dioxine, la 2,3,7,8-tétrachlorodibenzo-p-dioxine* (Dioxine de Seveso) contenue à l'état de traces en mélange avec la matière active. Cette substance est un résidu de synthèse du 2,4,5-T, 100 fois plus toxique que la strychnine. Elle a un effet tératogène prononcé. On estime que 50 millions de litres d'agent orange, soit 20 000 t de matières actives renfermant 167 kg de dioxine ont été répandus dans la jungle et les rizières du Sud Viêt Nam de 1962 à 1971. Il y a été enregistré de 1974 à 1977 une nette augmentation des cancers du foie dans cette région. Ce produit est accusé d'engendrer des malformations congénitales, comme la phocomélie (du grec « corps de phoque ») : des enfants vietnamiens naissent sans bras et sans jambes.
Enfin, il entraine de graves lésions cutanées (chloracné). Le TCDD séjourne longtemps dans l'organisme (30 ans) où sa solubilité dans les graisses en favorise sa concentration et son stockage. Il séjourne longtemps dans le sol, car la dioxine est difficilement assimilée par les plantes.
Le 2,4,5 T est interdit dans 15 pays dont les États-Unis et son usage est sévèrement restreint dans 7 autres.

## Alternatives biologiques
L'usage d'engrais vert, en évitant la prolifération des adventices, permet de limiter l'utilisation d'herbicides.
Des rotations entre céréales d'hiver et de printemps permettent de « casser » les cycles végétatifs et réduire le « stock » de graines dans le sol.
La lutte contre les adventices passe par une anticipation : on ne traite pas la culture, mais on prépare la parcelle pour la suivante.
Les parties aériennes séchées de différentes plantes (par exemple Artemisia annua, Bromus tectorum, Hordeum murinum, Origanum vulgare) incorporées dans le sol ont permis de réduire de manière significative la croissance des mauvaises herbes. Avec l’apparition de l'acide nonanoïque (Finalsan) et de l'acide acétique dans certaines gammes d'herbicides, on peut considérer qu’un premier succès industriel a été obtenu en s’inspirant de l’allélopathie.

## Effets négatifs des herbicides
Des phénomènes de résistance aux pesticides (comparables aux phénomènes d'antibiorésistance) sont apparus dans la nature, par sélection face à l'usage croissant de désherbants. Certains végétaux se montrent capables de métaboliser et dégrader des pesticides qui tuent d'autres plantes (c'est le cas par exemple des peupliers (Populus spp.) pour les herbicides à base de chloroacétanilide, ce qui peut les rendre utiles pour l'épuration d'eaux contaminées par certains désherbants.

### Interactions négatives avec d'autres cultures
Les désherbants peuvent parfois interagir avec les cultures voisines s'ils sont appliqués en période de vent (phénomène de dérive au moment de la pulvérisation, en particulier en cas de pulvérisation par avion ou hélicoptère) ou à la suite d'un lessivage vers des cultures situées vers l'aval de la pente s'il pleut pendant ou peu après la pulvérisation.
On a montré dans les années 1970 que dans le cycle pluri-annuel de la rotation des cultures, les restes de désherbants sélectifs épandus à l'année « n » peuvent persister dans le sol, et à l'année n+1 diminuer les rendements d'autres cultures sensibles à ce désherbant.
Enfin certains désherbants contenant des toxiques non dégradables tels que l'arsenic, notamment utilisé sur les golfs et les cultures de coton aux États-Unis sont responsables d'une lente accumulation de ce polluant dans le sol et parfois dans l'eau (voir l'article Impacts environnementaux des golfs pour plus de détails).

### Apparition de résistances
L'usage intensif et généralisé de désherbants a favorisé l'apparition de phénomènes de résistance de la part de certaines adventices dites « mauvaises herbes ». Dans certains cas, on voit même des résistances croisées à plusieurs désherbants (dont désherbants totaux). Ces résistances posent des problèmes de plus en plus complexes pour la gestion des cultures.
On a montré au début des années 2000 qu'une exposition répétée à des doses sublétales (non mortelles) de désherbant présents dans le sol ou l'environnement de la plante-cible favorisait l'apparition de telles résistances.
Ces résistances interagissent avec les cultures au moins de deux manières, en favorisant le maintien d'espèces très compétitives dans les cultures, au détriment des rendements de ces dernières, et parfois en posant des pertes de prix de vente (récoltes moins « propres ») ou sanitaires (certaines adventices semblent favoriser des maladies auxquelles elles résistent mieux que les plantes cultivées, l'ergot du seigle par exemple avec le Vulpin des champs, Alopecurus myosuroides). Dès les années 1980, des guides techniques ont été publiés en Angleterre pour essayer de gérer ces résistances qui posent déjà en Angleterre des problèmes permanents pour la protection des cultures d'hiver ; ces guides proposent d'utiliser des désherbants plus efficaces et à leur efficacité maximale (au risque de faire apparaitre de nouvelles formes de résistances chez les mauvaises herbes) ou d'intégrer des pratiques de lutte intégrée dont les cultures semées au printemps, après labour, dans une rotation des cultures, avec des semis d'automne tardif, ou l'agriculture biologique.

### Perte de biodiversité
L'augmentation de l'efficacité du contrôle des adventices permise par les herbicides peut mettre certaines espèces d'adventices en danger de disparition. Plus généralement, ils entrainent une diminution de la diversité des adventices. La diminution de l'abondance et de la diversité des adventices a également des conséquences négatives sur les populations d'oiseaux granivores.

### Contamination des eaux et des sols
En France comme dans un grand nombre de pays, l'utilisation d'herbicides pour contrôler le développement des herbes folles a entraîné une contamination largement répandue des eaux de surface et des eaux souterraines par des substances actives de désherbants, en particulier de la famille chimique des triazines : simazine, terbuthylazine, etc. Les herbicides de la famille des triazines font l'objet de mesures d'interdiction en France mais pas dans l'Union européenne. La contamination des eaux peut être le fait de la substance active ou de ses produits de dégradation : l'acide aminométhylphosphonique (AMPA), un produit de dégradation du glyphosate, et les produits de dégradation de l'atrazine sont fréquemment observés. Ces pollutions entraînent une hausse des coûts de potabilisation. Des résidus de pesticides sont également détectables dans de nombreux sols, y compris loin de leur zone d'application.

### Risques sanitaires
L’utilisation des pesticides est à l’origine de maladies touchant les agriculteurs et leur famille : dépression, cancer,, dégénérescence rétinienne, problèmes respiratoires, maladie de Parkinson et malformations congénitales.

## Application
L'application des herbicides par pulvérisation doit respecter les recommandations du fabricant et la législation qui peut varier selon les pays.
En Europe, « la pulvérisation aérienne de pesticides est susceptible d’avoir des effets néfastes importants sur la santé humaine et l’environnement, à cause notamment de la dérive des produits pulvérisés. Il convient donc d’interdire d’une manière générale la pulvérisation aérienne, avec possibilité de dérogation seulement lorsque cette méthode présente des avantages manifestes, du point de vue de son incidence limitée sur la santé et sur l’environnement par rapport aux autres méthodes de pulvérisation, ou lorsqu’il n’existe pas d’autre solution viable, pourvu qu’il soit fait usage de la meilleure technologie disponible pour limiter la dérive ».

## Marques
Il existe de nombreuses marques de désherbants, on peut ainsi citer : Roundup, Charlygranger, Fertiligène, Resolva, etc.